# Pravoslavný teologický seminář Svatého Tichona

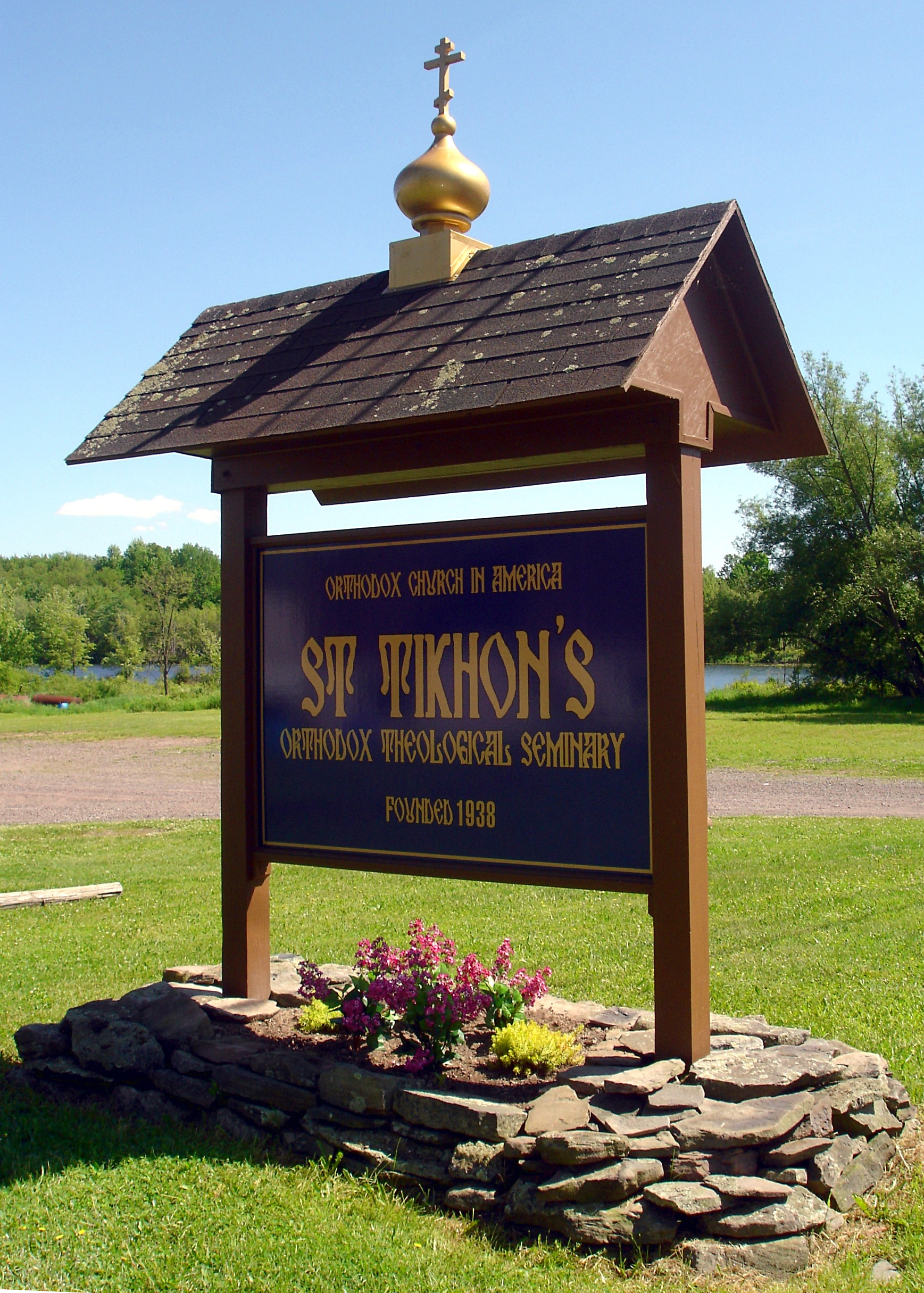
Nápis u vstupu

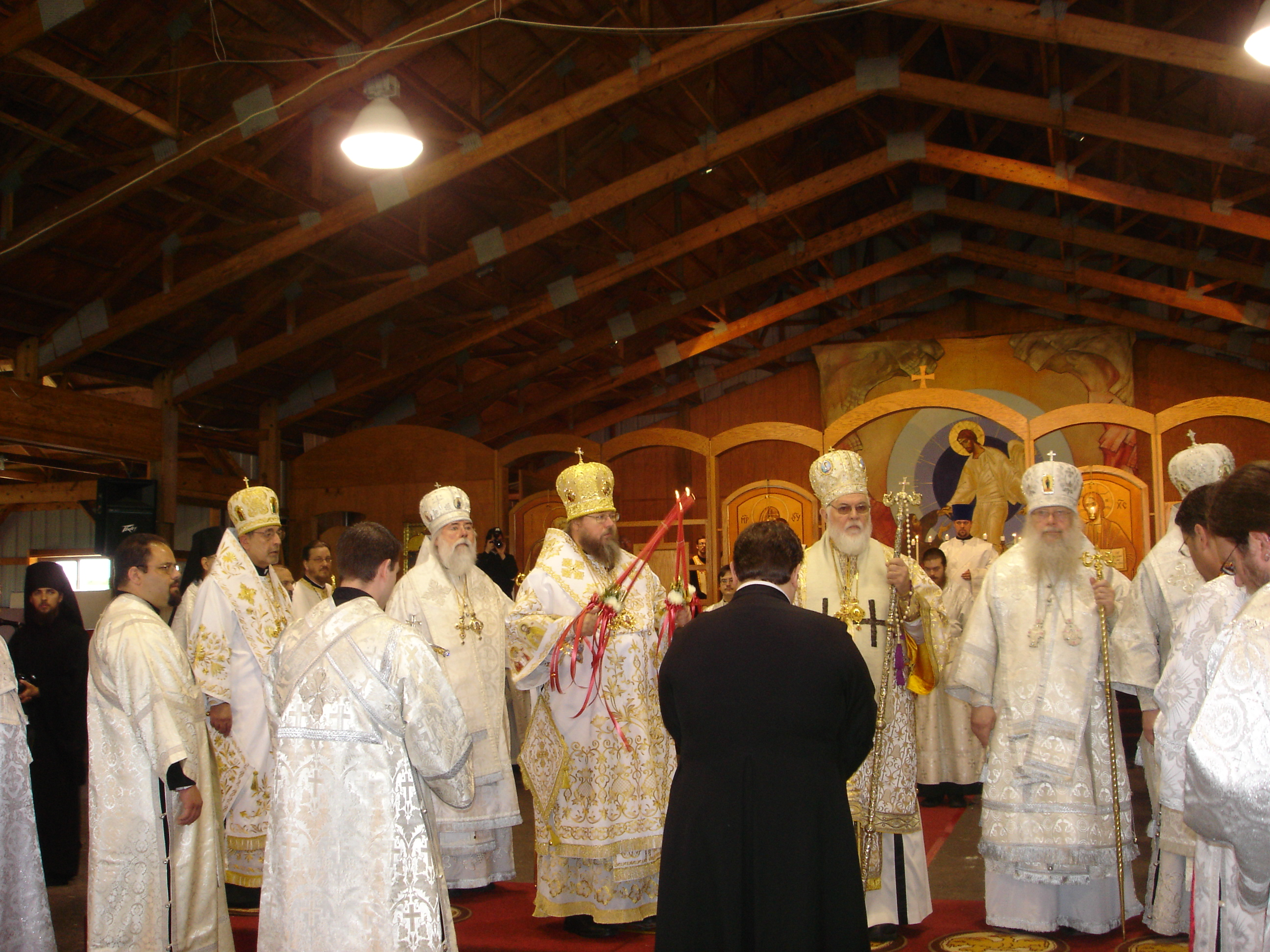
Interiér chrámu

Pravoslavný teologický seminář svatého Tichona  je pravoslavný seminář se sídlem v South Canaan Township, (Wayne County, Pensylvánie) . Jedná se o jeden ze tří seminářů provozovaných pravoslavnou církví v Americe, další jsou pravoslavný teologický seminář sv. Vladimíra v Crestwoodu, Yonkers, New York, a pravoslavný teologický seminář sv. Hermana v Kodiaku na Aljašce. Je pojmenován po svatém Tichonovi Zadonském.

## Historie
Byl založen v roce 1938 jako pastorační škola usnesením 6. celoamerického Soboru ruské pravoslavné řeckokatolické církve v Severní Americe (Severoamerická metropole). Seminář byl oficiálně přeměněn z pastorační školy na seminář Svatým synodem Metropolie v roce 1942.
V březnu 2010 řecké ministerstvo školství formálně uznalo seminář svatého Tichona (STS) jako akreditovanou instituci vyššího vzdělávání, která je rovnocenná teologickým školám na řeckých univerzitách. Řecké ministerstvo školství (GME) také potvrdilo, že titul Master of Divinity udělovaný STS je ekvivalentní prvnímu titulu v teologii udělovaným teologickými fakultami na univerzitách v Aténách a v Soluni, a proto je držitel způsobilý studovat postgraduální studijní programy nebo doktorské programy (Th.D.) na těchto univerzitách. Navíc na základě členství Řecka v Evropské unii (EU) se uznání STS jako instituce vyššího teologického vzdělávání, která má stejný status jako teologické školy v Řecku, vztahuje také na všechny školy a náboženské fakulty univerzit v rámci členské státy Evropské unie.

## Děkan
Současným děkanem semináře je arcikněz John Parker, který vystřídal reverenda Dr. Stevena Voytoviče, který vystřídal v úřadu reverenda Alexandra Attyho, který nahradil arcibiskupa Michaela Dahulicha.